# 石垣池公園
石垣池公園（いしがきいけこうえん）は、三重県鈴鹿市桜島町にある運動公園である。

## 歴史
全ての施設が竣工したのは1986年（昭和61年）3月であり、園内には野球場・体育館・陸上競技場とアスレチック広場がある。なお、市民プールは廃止後に解体が行われたため現存しない。

### 年表
- 1977年（昭和52年）9月 - 石垣池公園野球場が竣工する。
- 1981年（昭和56年）3月 - 石垣池公園陸上競技場が竣工する。
- 1982年（昭和57年）7月 - 石垣池公園市民プールが竣工する。
- 1986年（昭和61年）3月 - 公園内の全施設が竣工する。
- 2015年（平成27年）7月23日 - 鈴鹿市が体育館と陸上競技場の命名権募集を公表する[3]。
- 2016年（平成28年）
  - 4月1日 - 石垣池公園陸上競技場の命名権を味の素ゼネラルフーヅ（現在の味の素AGF）子会社、AGF鈴鹿が取得。名称を「AGF鈴鹿陸上競技場」とする。
  - 4月8日 - 「AGF鈴鹿陸上競技場」のオープニングセレモニーを開催。参加者全員にAGFより記念品が進呈された。
- 2017年（平成29年）10月 - 競技場の走路全面改修工事を実施。
- 2018年（平成30年）4月1日 - 競技場の走路全面改修工事を終え、競技場がリニューアルオープンする。このリニューアルにより、三重県内で初のブルータータンの陸上競技場となった。
- 2021年（令和3年）6月14日 - プール施設の老朽化および改修費・維持費などの財政面での負担が困難となり、鈴鹿市が廃止を発表する[2]。これに併せて、跡地に駐車場やトイレを整備することを発表した[2]。

## 設備

### 野球場
石垣池公園野球場（いしがきいけこうえんやきゅうじょう）は1977年（昭和52年）9月に竣工した。両翼：91.3メートル、センター：118.1メートルであり、夜間照明施設が設置されている。

### 陸上競技場
石垣池公園陸上競技場（いしがきいけこうえんりくじょうきょうぎじょう）は1981年（昭和56年）3月に竣工した陸上競技場。
- 日本陸上競技連盟第3種公認
- トラック：400メートル×8コース（全天候舗装）
- フィールド：走高跳・棒高跳・走幅跳・三段跳・槍投・円盤投・砲丸投
- 収容人数：1,450人

フィールド内は天然芝で、球技場としてサッカーやラグビーなどができる。JFL・鈴鹿ポイントゲッターズが練習場と公式戦会場（2021年（令和3年）までと、2023年（令和5年）以後）として使用している。
2016年（平成28年）4月1日より味の素ゼネラルフーヅ（現在の味の素AGF）の子会社・AGF鈴鹿が命名権を取得し、「AGF鈴鹿陸上競技場」（エージーエフすずかりくじょうきょうぎじょう）となった。契約期間は2022年（令和4年）までの6年間 であったが、後に契約延長が行われた。
2017年（平成29年）10月より施設老朽化による走路の全面改修工事が行われ、2018年（平成30年）4月1日にリニューアルオープンした。この改修により三重県で初のブルータータンの陸上競技場となった。

### 市民プール
石垣池公園市民プール（いしがきいけこうえんしみんプール）は1982年（昭和57年）7月に竣工した。日本水泳連盟公認の50メートルプールであるが、2021年（令和3年）6月14日に施設の老朽化および改修費・維持費などの財政面から廃止を発表した。

## 所在地
- 三重県鈴鹿市桜島町7-1

## 交通アクセス
- 伊勢鉄道伊勢線玉垣駅下車、徒歩5分[1]。
- 三重交通「石垣池公園」停留所下車、徒歩約4分[6]。